# Championnats d'Asie de cyclisme sur route 2023
Navigation
2022 2024
Les Championnats d'Asie de cyclisme sur route 2023 ont lieu du 7 au 13 juin 2023 à Rayong en Thaïlande. Le championnat intègre également le 29e championnats asiatiques juniors et 11e championnats asiatiques de para-cyclisme
Il s'agit d'une des épreuves qualificatives pour les Jeux olympiques d'été de 2024. Les pays vainqueurs des courses en ligne élites, ainsi que les pays classés 2e sur celle-ci, se voient en effet attribuer automatiquement une place pour l'épreuve correspondante.

## Résultats des championnats

### Épreuves masculines
| Hommes - Élites  |                    |                      |                       |
| Course en ligne  | Gleb Brussenskiy   | Yevgeniy Gidich      | Yukiya Arashiro       |
| Contre-la-montre | Yevgeniy Fedorov   | Sergio Tu            | Jambaljamts Sainbayar |
| Hommes - Espoirs |                    |                      |                       |
| Course en ligne  | Ruslan Aliyev      | Behzodbek Rakhimbaev | Abdulla Jasim Al-Ali  |
| Contre-la-montre | Andrey Remkhe      | Ju Jinyang           | Muhammad Andy Royan   |
| Hommes - Juniors |                    |                      |                       |
| Course en ligne  | Tinnapat Muangdet  | Muhammad Adam Razali | Nuntakorn Nontakeaw   |
| Contre-la-montre | Mikhail Podluzhnyy | Muhammad Nurahmat    | Le Xuan Loc Pham      |

### Épreuves féminines
| Femmes - Élites  |                     |                |                   |
| Course en ligne  | Nguyễn Thị Thật     | Jiajun Sun     | Jutatip Maneephan |
| Contre-la-montre | Olga Zabelinskaya   | Na Ah-reum     | Rinata Sultanova  |
| Femmes - Espoirs |                     |                |                   |
| Course en ligne  | Phi Kun Pan         | Yanina Kuskova | Dewika Mulya Sova |
| Contre-la-montre | Yanina Kuskova      | Yuhang Cui     | Evgeniya Golotina |
| Femmes - Juniors |                     |                |                   |
| Course en ligne  | Thi Ngoc Thao Thach | Evgenia Zaam   | Asal Rizaeva      |
| Contre-la-montre | Thi Be Hong Nguyen  | Asal Rizaeva   | Chai Roug Lee     |

### Épreuves mixtes
| Élites                       | | | |
| Contre-la-montre par équipes | Kazakhstan Igor Chzhan Yevgeniy Fedorov Dmitriy Gruzdev Marina Kuzmina Rinata Sultanova Makhabbat Umutzhanova       | Ouzbékistan Dmitriy Bocharov Aleksey Fomovskiy Evgeniya Golotina Yanina Kuskova Behzodbek Rakhimbaev Olga Zabelinskaïa | Chine Bai Lijun Cui Yuhang Liu Jiankun Niu Yikui Sun Jiajun Wang Tingting                                                   |
| Juniors                      | | | |
| Contre-la-montre par équipes | Kazakhstan Alik Batyrkhan Mansur Beisembay Viktoriya Marchuk Mikhail Podluzhnyy Yekaterina Udovykina Yevgeniya Zaam | Thaïlande Tinnapat Muangdet Nuntakorn Nontakeaw Chin Rungchotwattana Pittayapron Seatun Natcha Songkhen Aphisit Supan  | Ouzbékistan Kamoliddin Bakhriddinov Farrukh Bobosherov Mohinabonu Elmurodova Asal Rizaeva Diyor Takhirov Sevinch Yuldasheva |

## Tableau des médailles
| Rang  | Nation              | Or | Argent | Bronze | Total |
| ----- | ------------------- | -- | ------ | ------ | ----- |
| 1     | Kazakhstan          | 7  | 2      | 1      | 10    |
| 2     | Viêt Nam            | 3  | 0      | 1      | 4     |
| 3     | Ouzbékistan         | 2  | 4      | 3      | 9     |
| 4     | Thaïlande           | 1  | 1      | 2      | 4     |
| 5     | Malaisie            | 1  | 0      | 0      | 1     |
| 6     | Chine               | 0  | 3      | 1      | 4     |
| 7     | Indonésie           | 0  | 1      | 2      | 3     |
| 8     | Taipei chinois      | 0  | 1      | 1      | 2     |
| 9     | Corée du Sud        | 0  | 1      | 0      | 1     |
| 9     | Malaisie            | 0  | 1      | 0      | 1     |
| 11    | Émirats arabes unis | 0  | 0      | 1      | 1     |
| 11    | Japon               | 0  | 0      | 1      | 1     |
| 11    | Mongolie            | 0  | 0      | 1      | 1     |
| Total | Total               | 14 | 14     | 14     | 42    |